# Yuanmousaurus
Yuanmousaurus – rodzaj zauropoda należącego przypuszczalnie do rodziny euhelopów (Euhelopodidae).
Yuanmousaurus żył w epoce środkowej jury na obecnych terenach wschodniej Azji. Jego szczątki znaleziono w powiecie Yuanmou, w chińskiej prowincji Junnan. Został opisany w oparciu o niekompletny szkielet. Budową kręgów przypominał omeizaura i patagozaura. Według badań Lü Junchanga i współpracowników Yuanmousaurus jest bardziej prymitywny niż Euhelopus, ale bardziej zaawansowany niż Omeisaurus. Podobna budowa kręgów grzbietowych Yuanmousaurus i patagozaura sugeruje, że zauropody te mogły być blisko spokrewnione.